# 김경애 (국악인)
김경애(金敬愛, 1928년 ~ )는 대한민국의 국악인으로 본명 배점순이다.
[나주] 출신으로 임춘앵 밑에서 창극과 판소리를 사사했다. 1948년에 조선창극단에 입단, 1949년 여성국극동지사에 입단하였고 1954년 햇님국극단에 입단하고 《선화공주》,《금수레》에 출연하였으며 1957년 새한국극단 대표가 되어, 《마음의 꽃》,《그리운 사람》,《사씨남정기》,《태자와 흑두건》에 출연했다.